# Dorothea Sybilla van Brandenburg

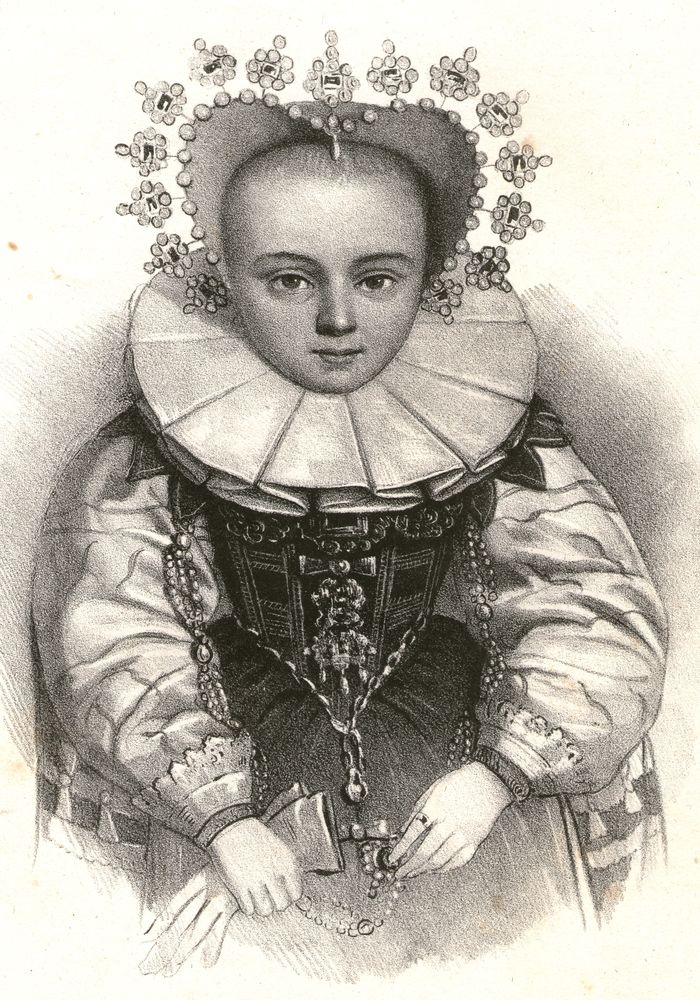
Dorothea Sybilla van Brandenburg.

Dorothea Sybilla van Brandenburg (Berlijn, 19 oktober 1590 – Brieg, 9 maart 1625) was van 1610 tot aan haar dood hertogin van Brieg. Ze behoorde tot het huis Hohenzollern.

## Levensloop
Dorothea Sybilla was een dochter van keurvorst Johan Georg van Brandenburg uit diens derde huwelijk met Elisabeth van Anhalt, dochter van vorst Joachim Ernst van Anhalt. Na de dood van haar vader in 1598 groeide ze op in Crossen an der Oder, de lijfrente van haar moeder.
Op 12 december 1610 huwde ze in Berlijn met hertog Johan Christiaan van Brieg (1591-1639). Het huwelijk duurde vijftien jaar en het echtpaar kreeg vele kinderen. Dorothea Sybilla, die te boek stond als minzaam en gelovig, had een wezenlijke invloed op de bekering van haar echtgenoot tot het gereformeerd protestantisme. In 1619 stichtte ze in Brieg het eerste Bijbelgezelschap voor arme boeren.
Dorothea Sybilla van Brandenburg stierf in maart 1625 op 34-jarige leeftijd.

## Huwelijken en nakomelingen
Dorothea Sybilla en haar echtgenoot Johan Christiaan kregen dertien kinderen:
- George III (1611-1664), hertog van Brieg
- Joachim (1612-1613)
- Hendrik (1614-1614)
- Ernst (1614-1614)
- Anna Elisabeth (1615-1616)
- Lodewijk IV (1616-1663), hertog van Liegnitz
- Rudolf (1617-1633)
- Christiaan (1618-1672), hertog van Liegnitz en Brieg
- August (1619-1620)
- Sibylle Margaretha (1620-1657), huwde in 1637 met graaf Gerhard VII van Dönhoff
- Dorothea (1622-1622)
- Agnes (1622-1622)
- Sophia Magdalena (1624-1660), huwde in 1642 met hertog Karel Frederik I van Münsterberg-Oels